# وزیکولار پمفیگوئید
وزیکولار پمفیگوئید به انگلیسی:Vesicular pemphigoid، نوعی بیماری پوستی و واریاسیون بالینی از پمفیگوئید تاولی است که با نشانه‌هایی مشابه درماتیت هرپتی‌فورمیس همراه با گروهی از تاولهای کوچک مشخص می‌شود.